# Wonchi (volcan)
Pour les articles homonymes, voir Wonchi.
Le Wonchi est un volcan en Éthiopie situé à 98 km à l'ouest de la capitale Addis-Abeba.
S'élevant à 3 450 m d'altitude, c'est le plus haut volcan d'Éthiopie ; il est situé à 13,5 km du Dendi, le deuxième plus haut volcan d'Éthiopie. Le Wonchi est situé à égale distance entre les villes d'Ambo et de Waliso.

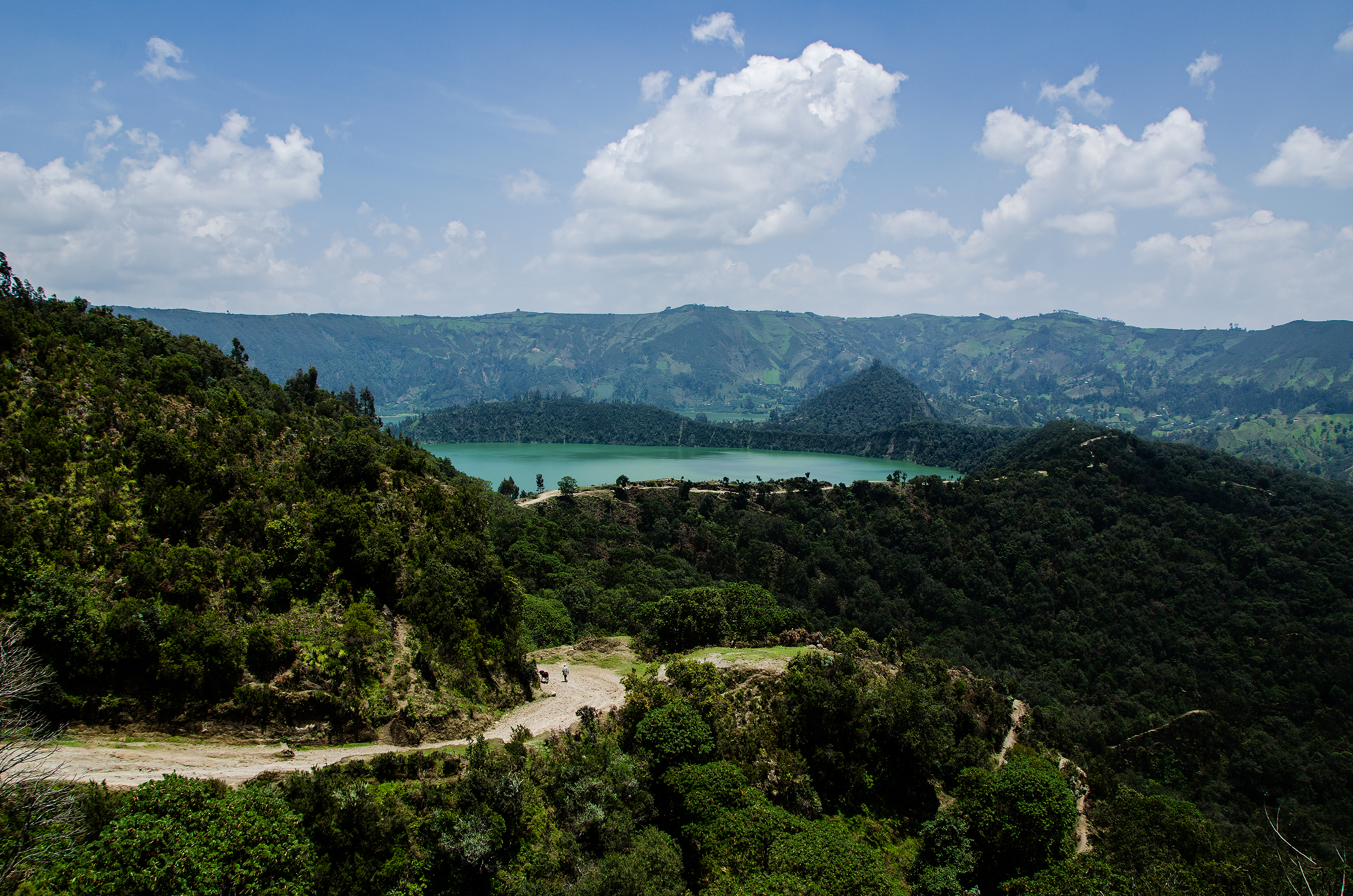
Le lac Wanchi.

Le volcan a une caldeira large de 4 km sur 4,8 km et un lac de cratère, le lac Wonchi, à environ 450 m en dessous du bord du volcan. L'étude de la caldeira est incomplète, les premiers résultats semblent suggérer qu'elle pourrait atteindre 900 m de  profondeur et que le lac lui-même pourrait être profond de 400 m.
En plus du lac, la caldeira comporte des cascades, des sources chaudes, des vallées et d'autres formations géologiques. Dans le lac se trouvent deux îles, dont l'une abrite un ancien monastère nommé Cherkos. L'industrie touristique locale a connu une croissance rapide, en particulier après la construction d'une route reliant Ambo et Woliso.

## Histoire
Jules Borelli l'atteint le 18 novembre 1887 et le nomme mont Harro. Il l'escale et en décrit le cratère : « Le site est d'une beauté saisissante. Je suis dans un cratère. Du côté nord, des murs de rochers, d'une hauteur de plus de deux cents mètres, alternant avec des pentes verdoyantes et coupées qui aboutissent au lac. Vers le sud, se prolonge l'arête sur laquelle je suis engagé, sorte de promontoire qui divise le cratère en deux parties et maintient les eaux, dans celle du nord, comme suspendues au-dessus des précipices. Les escarpements forment dans le lac des fjords qui découpent ses eaux ».